# Suctobelbella subtrigona
Suctobelbella subtrigona är en kvalsterart som först beskrevs av Oudemans 1900.  Suctobelbella subtrigona ingår i släktet Suctobelbella och familjen Suctobelbidae. Inga underarter finns listade i Catalogue of Life.